# Sturmmann
Sturmmann é uma patente militar alemã que pode ser traduzida como "Tropa de choque". Esse termo teve a sua origem durante a Primeira Guerra Mundial, onde Sturmmann eram aqueles que eram membros das companhias de assalto, conhecidos como tropas de choque. Após a derrota da Alemanha em 1918, Sturmmann se tornou uma patente paramilitar dos Freikorps, um violento grupo de militares veteranos que era contra a derrota da Alemanha na Primeira Guerra Mundial, e por consequência do Tratado de Versailles, e por causa do péssimo governo durante a República de Weimar. 
Em 1921, Sturmmann se tornou um título paramilitar da milícia do NSDAP, a SA. Sturmmann se tornou eventualmente uma patente paramilitar básica de uma grande parte das organizações nazistas, mas era mais associado às patentes da SA e da SS.

## Criação
Após a derrota da Alemanha em 1918, Sturmmann tornou-se uma patente paramilitar dos Freikorps, grupos violentos de veteranos militares que se opuseram à perda da Alemanha na Primeira Guerra Mundial e ao subsequente Tratado de Versalhes.
Em 1921, Sturmmann tornou-se um título paramilitar do exército privado do Partido Nazista, o Sturmabteilung (SA ou "Destaque de Assalto"). Sturmmann acabaria se tornando uma patente paramilitar básica de quase todas as organizações nazistas, mas está mais intimamente associada como uma patente da SA e da SS.
O posto de Sturmmann foi concedido aos membros das SA e SS que serviram por seis meses na organização e demonstraram habilidades e competências básicas.

## Uso
Sturmmann era superior ao posto de Mann no Allgemeine-SS (general-SS). Em organizações que não usavam o posto de Mann (como o National Socialist Motor Corps), o posto de Sturmmann era o equivalente a um soldado e usava um remendo de colarinho em branco sem insígnias. Dentro da Waffen-SS, um SS-Sturmmann era superior a um SS-Oberschütze.
O posto de Sturmmann era júnior, tanto na SS quanto na SA, ao posto de Rottenführer. Foi considerado o equivalente ao posto de Gefreiter no exército alemão e um lance-corporal no exército britânico. A insígnia de Sturmmann consistia em um remendo de colarinho nu com uma única faixa prateada. Os uniformes cinza da Waffen-SS também exibiam o chevron de manga de um Gefreiter.
O termo e classificação não foi usada na Alemanha desde a Segunda Guerra Mundial.